# Коул, Орландо
Орландо Коул (англ. Orlando Cole; род. 16 августа 1908, Филадельфия — 25 января 2010) — американский виолончелист и музыкальный педагог.

## Биография
Поступил в Кёртисовский институт в 1924 г., в год его основания, и ещё в студенческие годы стал ассистентом профессора виолончели Феликса Салмонда, а затем сменил его в качестве преподавателя; в общей сложности преподавательский стаж Коула насчитывает около 80 лет. В 1943 г. Коул и несколько его коллег, несогласные с принципами руководства Кёртисовским институтом, ушли оттуда и создали собственную Новую школу музыки (англ. New School of Music), однако к середине 1950-х гг. конфликт был исчерпан и Коул с товарищами вернулись в Кёртисовский институт, не оставляя и своего нового учебного заведения, которое в конце концов в 1981 г. влилось в состав Университета Темпл.
1920-30-е гг. в карьере Коула прошли в значительной степени под знаком сотрудничества с другом и однокурсником Сэмюэлом Барбером. Барбер написал для Коула виолончельную сонату (op.6), которую они вместе впервые исполнили в 1934 г. Кроме того, квартет Барбера (op.11), к которому восходит его самая знаменитая пьеса — Адажио для струнного оркестра, — был написан для Кёртисовского квартета, в котором Коул играл на протяжении всей его истории, с 1927 по 1981 гг.
Среди учеников Коула — Лорн Манроу, Роналд Леонард, Майкл Гребанье и многие другие американские виолончелисты.